# 贝蒂尔·塔尔贝里
贝蒂尔·塔尔贝里（瑞典語：Bertil Tallberg，1883年9月17日—1963年4月20日），生于赫尔辛基，芬兰男子帆船运动员。他曾代表芬兰参加1912年夏季奥林匹克运动会帆船比赛，获得一枚铜牌。